# Skjoldmø
En skjoldmø er en ung kvinde, der i vikingetiden bar våben og deltog i krig. De omtales i islandske sagaer og hos Saxo.
I moderne tid anvendes betegnelsen oftest som betegnelse af en stærk kvinde.
Betegnelsen bruges også mere bredt til at betegne asatro kvinder.